# Сан-Джон (Нью-Мексико)
Сан-Джон (англ. San Jon) — селище (англ. village) в США, в окрузі Квей штату Нью-Мексико. Населення — 195 осіб (2020).

## Географія
Сан-Джон розташований за координатами 35°6′51″ пн. ш. 103°20′7″ зх. д. / 35.11417° пн. ш. 103.33528° зх. д. (35.114166, -103.335387).  За даними Бюро перепису населення США в 2010 році селище мало площу 6,66 км², уся площа — суходіл.

## Демографія
Згідно з переписом 2010 року, у селищі мешкало 216 осіб у 88 домогосподарствах у складі 57 родин. Густота населення становила 32 особи/км².  Було 109 помешкань (16/км²).
Расовий склад населення:
| - 83,8 % — білих - 4,6 % — корінних американців - 2,8 % — азіатів - 0,5 % — чорних або афроамериканців - 3,2 % — осіб інших рас |

До двох чи більше рас належало 5,1 %. Частка іспаномовних становила 31,0 % від усіх жителів.
За віковим діапазоном населення розподілялося таким чином: 25,5 % — особи молодші 18 років, 59,2 % — особи у віці 18—64 років, 15,3 % — особи у віці 65 років та старші. Медіана віку мешканця становила 45,5 року. На 100 осіб жіночої статі у селищі припадало 98,2 чоловіків;  на 100 жінок у віці від 18 років та старших — 89,4 чоловіків також старших 18 років.
Середній дохід на одне домашнє господарство  становив 39 772 долари США (медіана — 32 500), а середній дохід на одну сім'ю — 48 992 долари (медіана — 33 750). За межею бідності перебувало 32,0 % осіб, у тому числі 71,4 % дітей у віці до 18 років та 0,0 % осіб у віці 65 років та старших.
Цивільне працевлаштоване населення становило 46 осіб. Основні галузі зайнятості: роздрібна торгівля — 50,0 %, публічна адміністрація — 17,4 %, будівництво — 15,2 %.